# 拉迪爾

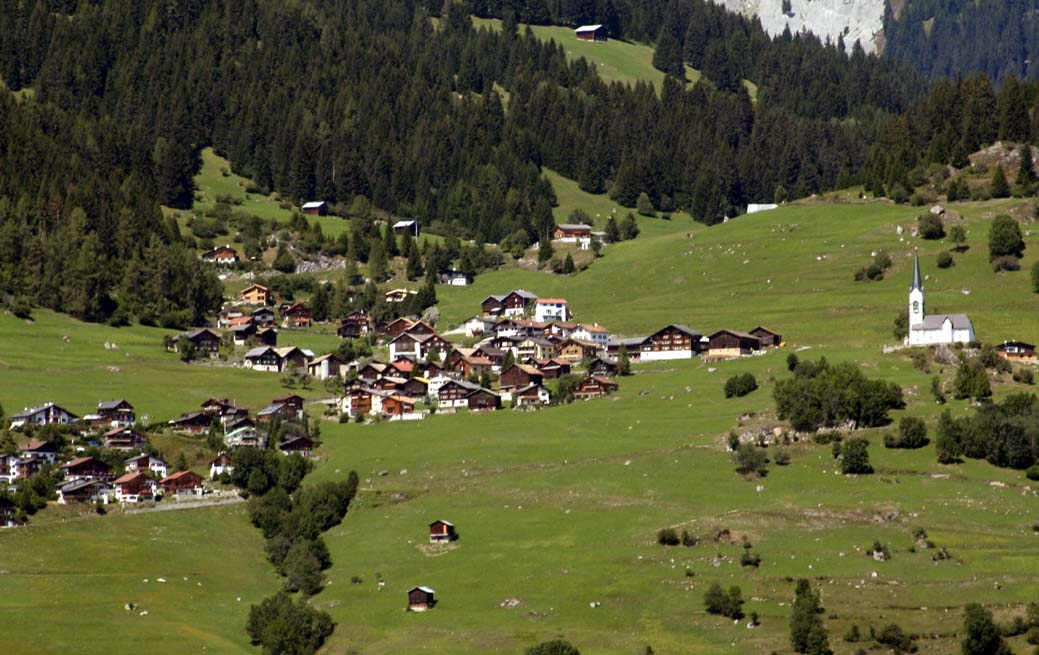

拉迪爾是瑞士的城鎮，位於該國東部，由格勞賓登州負責管轄，面積7.19平方公里，海拔高度1,276米，2011年人口115，約五成半人口使用羅曼什語，人口密度每平方公里16人。

## 外部連結
- Official website （德文）
- Website of the Uniun culturala Ladir （羅曼什語） （德文） （英文）